# Среднее (Вологодская область)
Среднее — деревня в Череповецком районе Вологодской области.
Входит в состав Абакановского сельского поселения, с точки зрения административно-территориального деления — в Дмитриевский сельсовет.
Расстояние до районного центра Череповца по автодороге — 72 км, до центра муниципального образования Абаканово по прямой — 21 км. Ближайшие населённые пункты — Дора, Текутово, Макутино.
По переписи 2002 года население — 1 человек.